# Doryopteris lorentzii
Doryopteris lorentzii är en kantbräkenväxtart som först beskrevs av Georg Hans Emmo Wolfgang Hieronymus, och fick sitt nu gällande namn av Friedrich Ludwig Diels. Doryopteris lorentzii ingår i släktet Doryopteris och familjen Pteridaceae. Inga underarter finns listade.